# گربه‌خوان شمالی
گربه‌خوان شمالی (نام علمی: Ailuroedus jobiensis) نام یک گونه از سرده گربه‌خوان‌ها است.